# TEM2型柴油机车
TEM2型柴油机车（俄语：ТЭМ2）是苏联铁路的调车柴油机车车型之一，也是苏联国内产量最大的铁路机车车型之一，布良斯克机械制造厂设计制造，于1960年至1984年间累计生产了超过6200台，至今仍然是俄罗斯铁路的主力调车机车，与ChME3型柴油机车共同占了俄罗斯调车柴油机车车队的九成以上。
TEM2型机车是在TEM1型机车基础上改进而成的调车机车，换装了更大功率的柴油机，功率为1200马力（883千瓦）。1976年至1988年间，波兰国家铁路也向布良斯克机械制造厂订购了共150台TEM2型机车，波兰国铁型号为SM48型。

## 发展历史

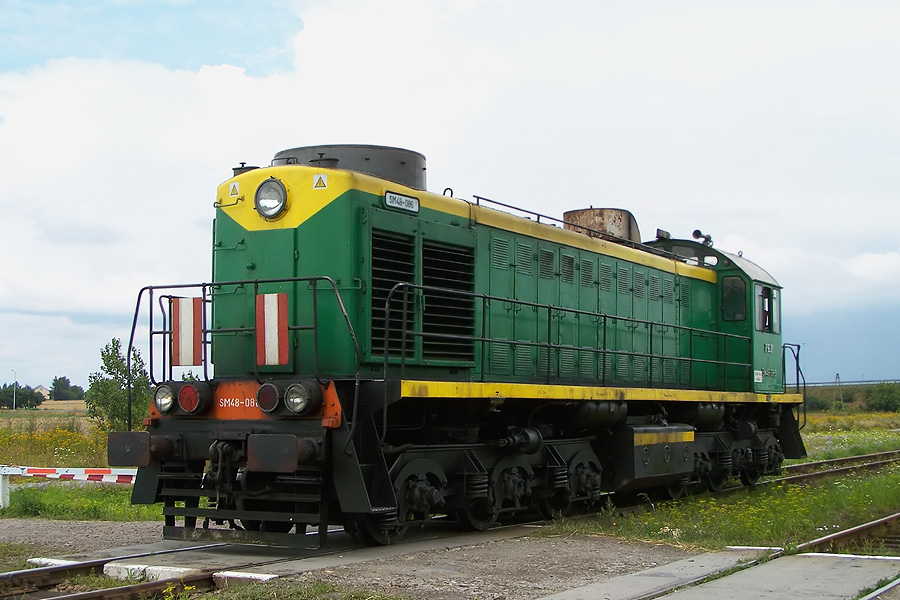
波兰铁路的SM48型柴油机车

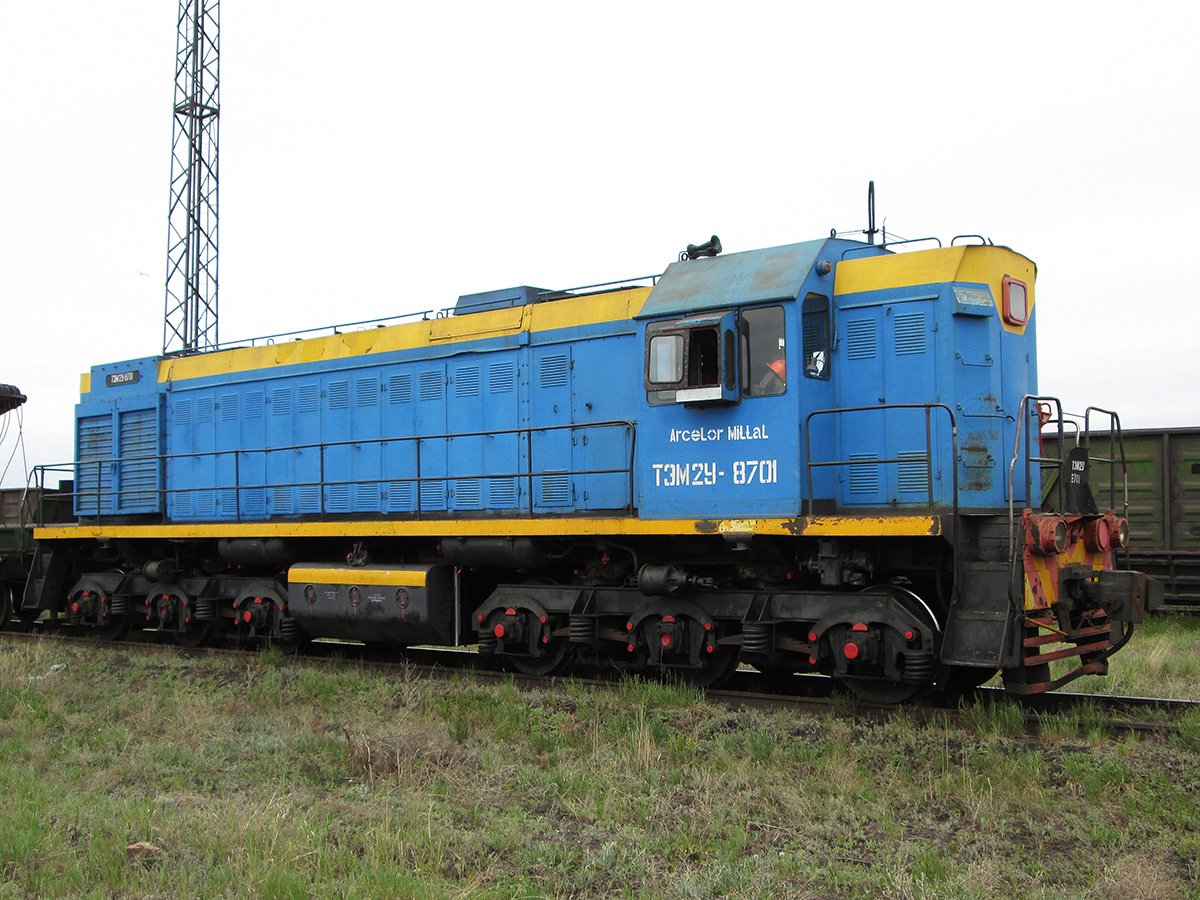
TEM2U型柴油机车

1959年，根据苏联交通部的要求，布良斯克机械制造厂开始在TEM1型柴油机车的基础上，开发新一代功率更大的调车柴油机车。为此，奔萨柴油机制造厂在2Д50型柴油机的基础上研制了ПД1型四冲程柴油机，而哈尔科夫电机制造厂亦研制了配套的ГП-300型直流牵引发电机。1960年，布良斯克机械制造厂试制了首两台TEM2型柴油机车，并在莫斯科铁路局利霍博雷机务段投入运用考核。1961年，TEM2-0002号机车在全苏铁道运输科学研究院的环形铁道试验线上进行了热工及牵引性能试验。由于TEM2型柴油机车仍属于苏联铁路第一代直流电传动柴油机车，并没有柴油机—发电机组恒功率励磁调节装置，因而试验结果显示机车的恒功调速范围较狭窄，无法充分利用柴油机的输出功率，若不采用磁场削弱则机车最高恒功速度只能达到37公里/小时。
经过长时间的试验和改进后，布良斯克机械制造厂于1967年开始批量生产TEM2型柴油机车，并在1968年停产TEM1型柴油机车。1969年至1979年间，位于乌克兰的伏罗希洛夫格勒内燃机车制造厂亦按照相同的图纸批量生产TEM2型机车。由于该型机车的运用可靠性理想，从1970年起被列为苏联国家优质产品。从1960年至1975年，布良斯克机械制造厂共生产了2160台TEM2型机车，全部交付苏联交通部；伏罗希洛夫格勒工厂共生产了1000台，其中578台交付交通部，其余均交付路外厂矿企业使用。此后，又出现了TEM2A、TEM2M、TEM2U、TEM2UM、TEM2AM等众多改进型。至2000年，布良斯克机械制造厂才正式停产TEM2系列柴油机车，在整整四十年的生产里程中共制造了近9000台各种型号的TEM2系列柴油机车。
TEM2型柴油机车亦被出口到波兰、蒙古国及古巴。1976年，波兰订购了130台采用标准轨距的TEM2型机车，该型机车在波兰铁路系统内被定型为SM48型柴油机车。

## 改进型

### TEM2A
TEM2A型柴油机车支持在1520毫米宽轨轨距和1435毫米标准轨距之间互换转向架，且支持调整车钩高度上至1054毫米下至880毫米。

### TEM2M
1974年，布良斯克机械制造厂试制了首台TEM2M-001号机车（ТЭМ2М），并于1984年开始小批量生产，该型机车采用了科洛姆纳内燃机车制造厂研制的2-6Д49型柴油机。布良斯克机械制造厂共生产了286台TEM2M型柴油机车，全部交付工厂企业使用。

### TEM2T
适用于热带地区的TEM2型机车。

### TEM2U
1978年，布良斯克机械制造厂试制了首台TEM2U型柴油机车（ТЭМ2У），并于1984年开始批量生产。该型机车采用了经过改良的车体及司机室外观，并对柴油发电机组、悬挂系统、冷却水系统进行了改进，机车整备重量略为提高到123.6吨。

### TEM2US
1976年，布良斯克机械制造厂在TEM2-1983号机车的其中一个转向架上，进行了安装电磁轨制动装置的试验，利用电磁铁及钢轨之间产生的电磁吸力来提高轮轨粘着利用系数。根据苏联交通部的要求，布良斯克机械制造厂于1978年试制了TEM2US-001号机车（ТЭМ2УС），该型机车的两台转向架上均装有电磁轨制动装置，并在全苏铁道运输科学研究院的环形铁道试验线进行了试验。

### TEM2T
1985年，布良斯克机械制造厂试制了两台加装了电阻制动装置的TEM2T型柴油机车，并在布良斯克机务段投入运用考核。

### TEM2UM
1988年，布良斯克机械制造厂开始生产装用1ПД-4А型柴油发电机组的TEM2UM型柴油机车（ТЭМ2УМ），柴油机装车功率由1200马力提高到1400马力，首五台机车并设有电阻制动装置，称为TEM2UMT型机车。1988年至2000年间，共生产了1084台TEM2UM型机车。

## 技术特点

### 总体结构
在车体结构上，TEM2型机车和TEM1型机车并没有较大的改变，较明显的差异在于司机室采用了垂直的侧墙，不再采用TEM1型机车司机室侧墙上部向上倾斜的设计，以方便司机瞭望。机车采用底架承载结构罩式车体，车体各项载荷全部由底架承担，底架和车体重量通过旁承由两台三轴转向架支承，牵引力和制动力通过心盘传递。车体采用外走廊式罩式结构，司机室位于车体中部。

### 柴油机
TEM2型机车装用一台ПД1型柴油机，是在2Д50型柴油机的基础上，通过强化涡轮增压器及中冷器，从而提高了输出功率。该型柴油机为六气缸、四冲程、带废气涡轮增压的直列式柴油机，气缸采用直列式布置，气缸直径为318毫米（12½英寸），活塞行程为330毫米（13英寸），额定转速略为提高到每分钟750转，额定功率从1000马力提高到1200马力，单位燃料消耗量为178～179克/有效马力·小时。柴油机重量为16600公斤。

### 传动系统
TEM2型柴油机车采用直—直流电传动，传动系统主要由牵引发电机和牵引电动机组成。柴油机输出轴直接传递功率给直流牵引发电机，然后供给两台转向架上的六台直流牵引电动机。机车采用一台ГП-300型牵引发电机，设有八个主极和八个换向极，当发电机以额定转速每分钟750转工作时，额定功率达到780千瓦，发电机总重5100公斤。首三台机车（0001～0003）采用ЭДТ-340В型四极串励脉流牵引电动机，持续功率为108千瓦，额定电压为220伏，额定电流为590安培，额定转速为每分钟260转，牵引齿轮传动比为15：68。0004～0015号机车采用ЭД-104Б型牵引电动机，持续功率为113千瓦，额定电压为208伏，额定电流为625安培，牵引齿轮传动比为17:75；同时，改为采用具有八个运行级位的司机控制器。从1967年生产的0016号机车起，改为采用ЭД-107型牵引电动机，持续功率为112千瓦，额定电压为215伏，额定电流为605安培。
不同于TEM1型机车对牵引电动机采用串—并联换接进行调压，TEM2型柴油机车采用了与TE3型柴油机车相同的调压方式，每两台牵引电机串联连接，三组牵引电机并联连接。为了扩大机车的恒功率调速范围，TEM2型机车能够对牵引电机实施二级磁场削弱，削弱率分别为48%及25%。而机车的励磁机、辅助发电机、空气压缩机、燃油箱等设备均与TEM1型机车相同。

### 技术改进
在TEM2型柴油机车的生产过程中，布良斯克机械制造厂对其进行了持续的改进，主要技术改良包括：
- 从0004号机车起，改为采用ЭД-104Б型牵引电动机和具有八个运行级位的司机控制器；
- 从0016号机车起，改为采用ЭД-107型牵引电动机及具有均衡梁的转向架；
- 从0017号机车起，在机车主电路引入了特殊的总线，用于连接电气线路的测试，并更换了断路器等电路保护装置；
- 从0028号机车起，将牵引齿轮传动比改为15：68；
- 从0053号机车起，增加机车库内移动电源插座；
- 从1968年生产的机车起，改为采用ПД-1М型柴油机；
- 从0250号机车起，将高压电器柜直接焊接到车体底架上，取代以往的螺栓连接；
- 从0300号机车起，采用柴油机自动启动系统；
- 从0500号机车起，安装了机车自动信号系统；
- 从0763号机车起，增加了机车重联控制功能；
- 从0943号机车起，将水冷散热器单节数量从16节减少至12节。

## 参看
- TEM1型柴油机车
- TEM3型柴油机车
- TEM4型柴油机车
- ChME3型柴油机车